# Distriluz
Distriluz es un conglomerado de empresas públicas peruanas de generación, transporte y distribución de energía eléctrica. Opera en 11 departamentos del centro y norte del país. Esta certificada y regulada por el Ministerio de Energía y Minas del Perú.
En el año 2023, la cantidad de clientes con contrato de condiciones uniformes vigente fue de más de 3 millones. Es el tercer proveedor de electricidad en Perú con un 23,7%. Solo por detrás de los operadores de Lima; Pluz Energía Perú y Luz del Sur respectivamente.

## Filiales

### Hidrandina
Empresa Regional de Servicio Público de Electricidad Electro Norte Medio S.A. bajo la marca comercial de Hidrandina fue constituida en el marco de la Ley General de Electricidad #23406 del 4 de octubre de 1982, sobre la base de la empresa Energía Hidroeléctrica Andina, que fue fundada el 22 de noviembre de 1946. Tiene su sede en la ciudad de Trujillo

### Ensa
Empresa Regional de Servicio Público de Electricidad del Norte S.A. bajo la marca comercial Electronorte o Ensa fue constituida en el marco de la Ley General de Electricidad #23406 del 4 de octubre de 1982. Tiene su sede en la ciudad de Chiclayo.

### Electrocentro
Empresa Regional de Servicio Público de Electricidad del Centro S.A. bajo la marca comercial Electrocentro fue constituida en el marco de la Ley General de Electricidad #23406 del 4 de octubre de 1982. Inició sus operaciones el 1 de julio de 1984. Tiene su sede en la ciudad de Huancayo.

### Enosa
Empresa Regional de Servicio Público de Electricidad Electronoroeste S.A. bajo la marca comercial Enosa fue constituida en el marco de la Ley General de Electricidad #23406 del 4 de octubre de 1982. Su constitución como empresa pública
de derecho privado se formalizó mediante escritura pública del 2 de septiembre de 1988. Tiene su sede en la ciudad de Piura.